# Цроми
Цроми (груз. წრომი) — село в Грузии. Находится в Хашурском муниципалитете края Шида-Картли. Высота над уровнем моря составляет 800 метров. Население — 316 человек (2014).

## История
Летом 1897 года в селе проводит каникулы студент Тифлисской семинарии И. В. Джугашвили у своего товарища М. Давиташвили[значимость факта?].